# Ljubić (Bośnia i Hercegowina)
Ljubić – wieś w Bośni i Hercegowinie, w Federacji Bośni i Hercegowiny, w kantonie środkowobośniackim, w gminie Vitez. W 2013 roku liczyła 126 mieszkańców, z czego większość stanowili Boszniacy.